# مارین‌مونستر
شهر مارین‌مونستر (به آلمانی: Marienmünster) در ایالت نوردراین-وستفالن در کشور آلمان واقع شده‌است.